# Kunstjahr 1870

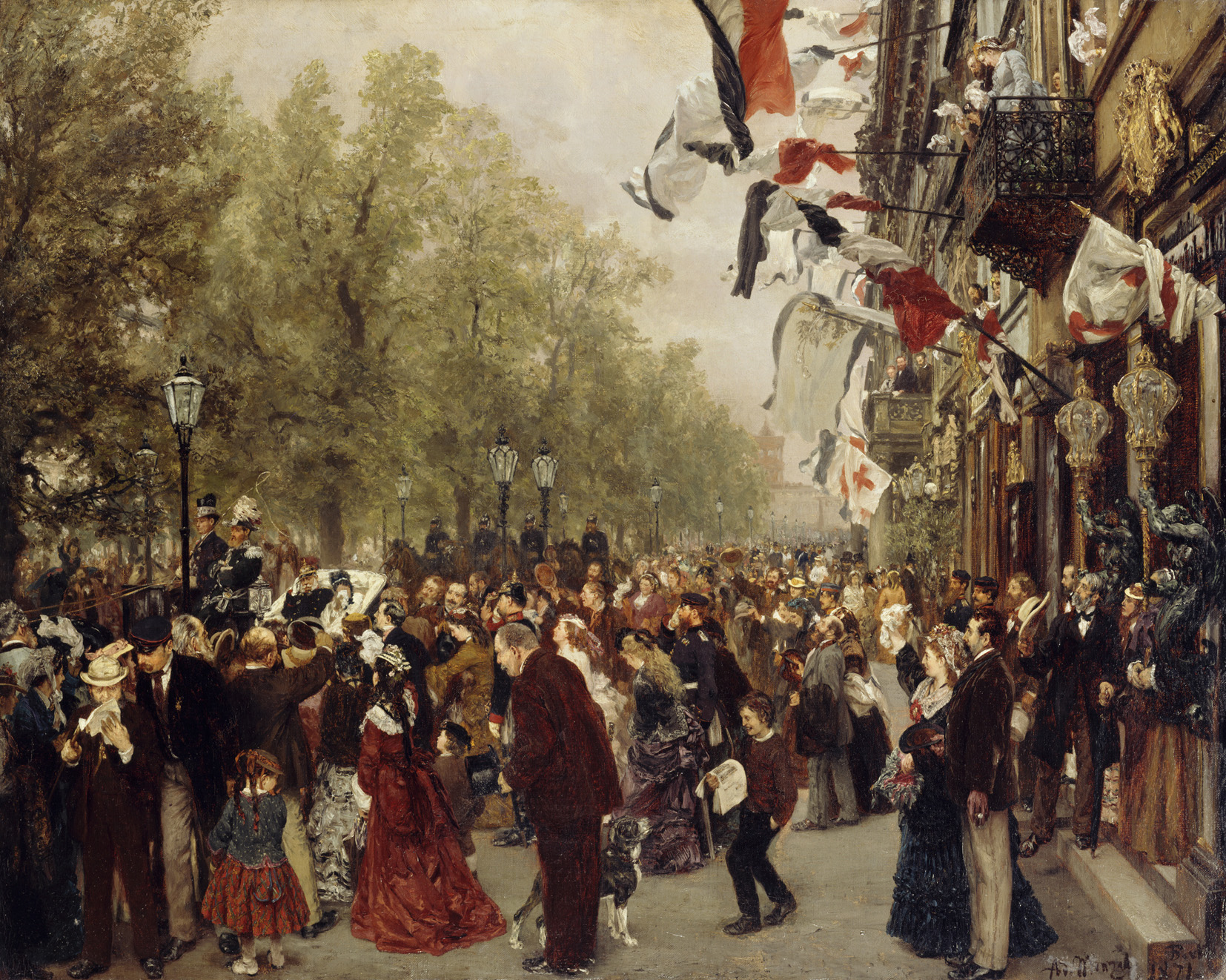
Abreise König Wilhelms I. zur Armee am 31. Juli 1870

Liste der Kunstjahre

◄◄ | ◄ | 1866 | 1867 | 1868 | 1869 | Kunstjahr 1870 | 1871 | 1872 | 1873 | 1874 | ►

Weitere Ereignisse

## Ereignisse

### Deutsch-Französischer Krieg
- 24. und 25. August: Während der Belagerung von Straßburg im Deutsch-Französischen Krieg wird die Straßburger Stadtbibliothek im Temple Neuf vollständig zerstört. Dabei verbrennen zahlreiche wertvolle Handschriften, darunter der mittelalterliche Hortus Deliciarum aus dem 12. Jahrhundert.

### Architektur

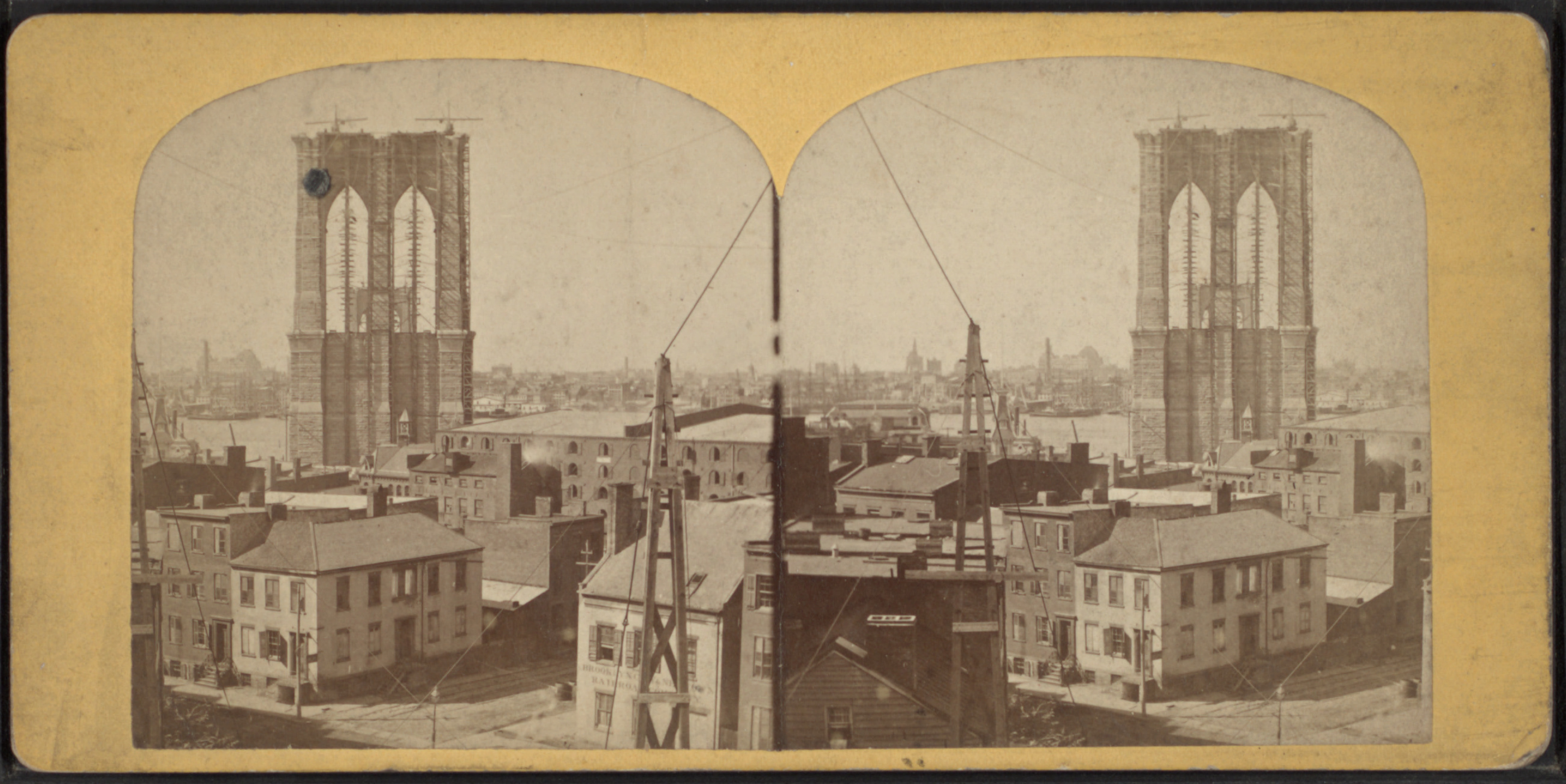
Die Brooklyn Bridge unter Konstruktion

- 3. Januar: Der Bau der von John Augustus Roebling geplanten Brooklyn Bridge zwischen Manhattan und Brooklyn in New York City beginnt mit den Vorbereitungen für die Fundamente der Türme und der Anker. Roeblings Sohn Washington Augustus hat nach dem Tod seines Vaters im Vorjahr die Leitung des Projekts übernommen. Die Brücke über den East River ist als kombinierte Hänge- und Schrägseilbrücke geplant und ist eine der ältesten Hängebrücken dieser Bauart in den USA. Die bis zu 23 m tiefen Baugruben für die Fundamente der Türme und der Anker werden mit Hilfe von Senkkästen ausgehoben, ein in den USA erstmals eingesetztes Verfahren, das noch nicht voll beherrscht wird und dessen medizinische Probleme überhaupt noch nicht verstanden werden. Während der fünf Jahre dauernden Tiefbauarbeiten kommt es immer wieder zu Unfällen und Fällen der Dekompressionskrankheit.
- 5. Januar: Georges-Eugène Haussmann, seit 1853 als Präfekt für die grundlegende städtebauliche Umgestaltung von Paris verantwortlich, wird seiner Pflichten entbunden.

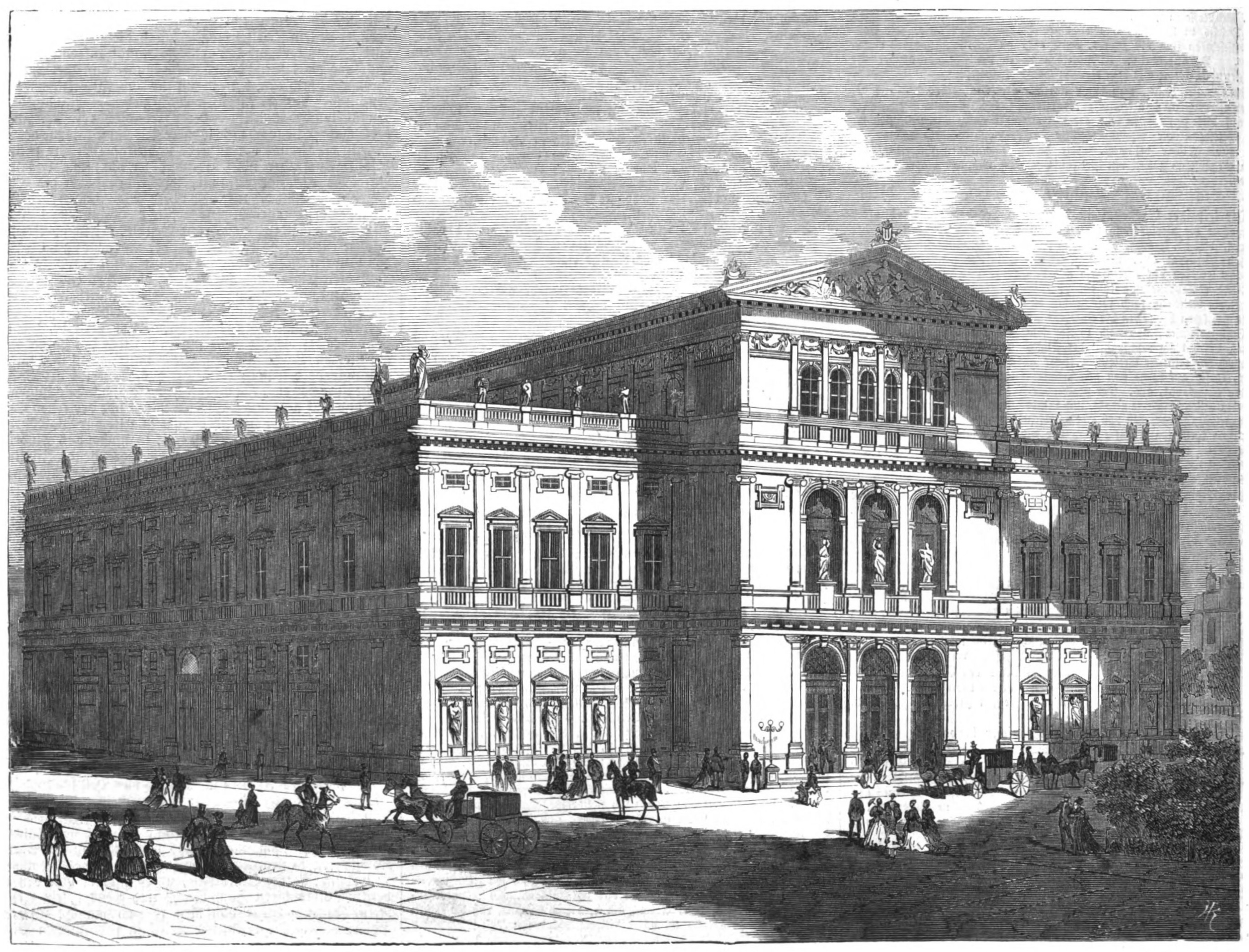
Musikvereinsgebäude 1870, Zeichnung von Vinzenz Katzler

- 6. Januar: Das von Theophil von Hansen erbaute Wiener Musikvereinsgebäude wird mit einem feierlichen Konzert eröffnet. Die Akustik des Großen Saals wird von der Kritik einheitlich gelobt. Die Schlusssteinlegung erfolgt am 1. März. Der Musikverein ist im historisierenden Stil nach Vorbildern aus der griechischen Antike gebaut: Säulen, Karyatiden und Giebel-Reliefs lassen die Assoziation zu, hier sei ein Tempel für die Musik errichtet worden. Der große Saal ist mit einem Deckengemälde von August Eisenmenger und Plastiken von Franz Melnitzky versehen.
- 4. April: Der gerade erst in Bau befindliche Golden Gate Park in San Francisco, heute einer der größten innerstädtischen Parks der Welt, wird offiziell eröffnet.

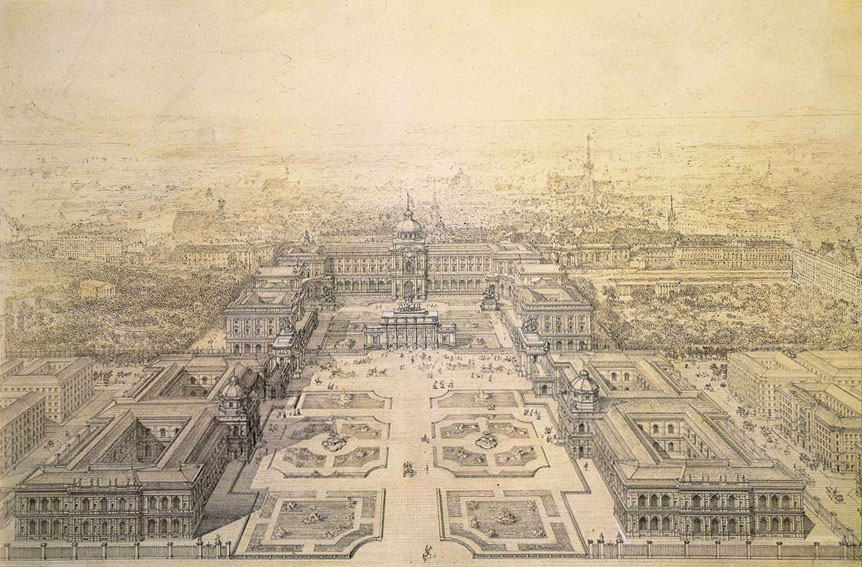
Entwurf des Kaiserforums von Gottfried Semper

- Der österreichische Kaiser Franz Joseph I. genehmigt den Entwurf Gottfried Sempers für ein Kaiserforum in Wien. Die Hofburg soll erweitert werden und ein Ensemble mit den zwei zu errichtenden Museen (Naturhistorisches Museum und Kunsthistorisches Museum) quer zur Ringstraße bilden. Zum Bau der Museen zieht Semper Carl von Hasenauer heran.

### Bildhauerei

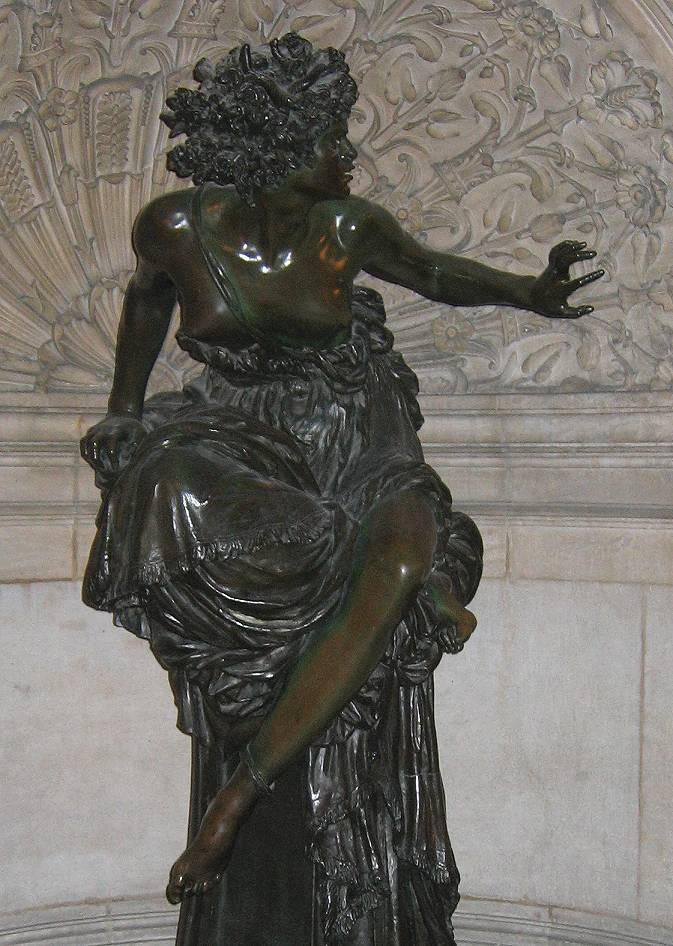
Marcello: Pythia

Die Schweizer Bildhauerin Adèle Colonna stellt unter dem Pseudonym Marcello auf dem Salon de Paris ihre bekanntesten Büsten Pythia und Abessinischer Häuptling aus.

### Malerei
Der Maler Adolph von Menzel wird am 31. Juli Zeuge, wie eine Menschenmenge auf der Berliner Prachtstraße Unter den Linden zu Beginn des Deutsch-Französischen Krieges dem preußischen König zujubelt – und hält die Szene im folgenden Jahr auf dem Ölgemälde Abreise König Wilhelms I. zur Armee am 31. Juli 1870 fest. 

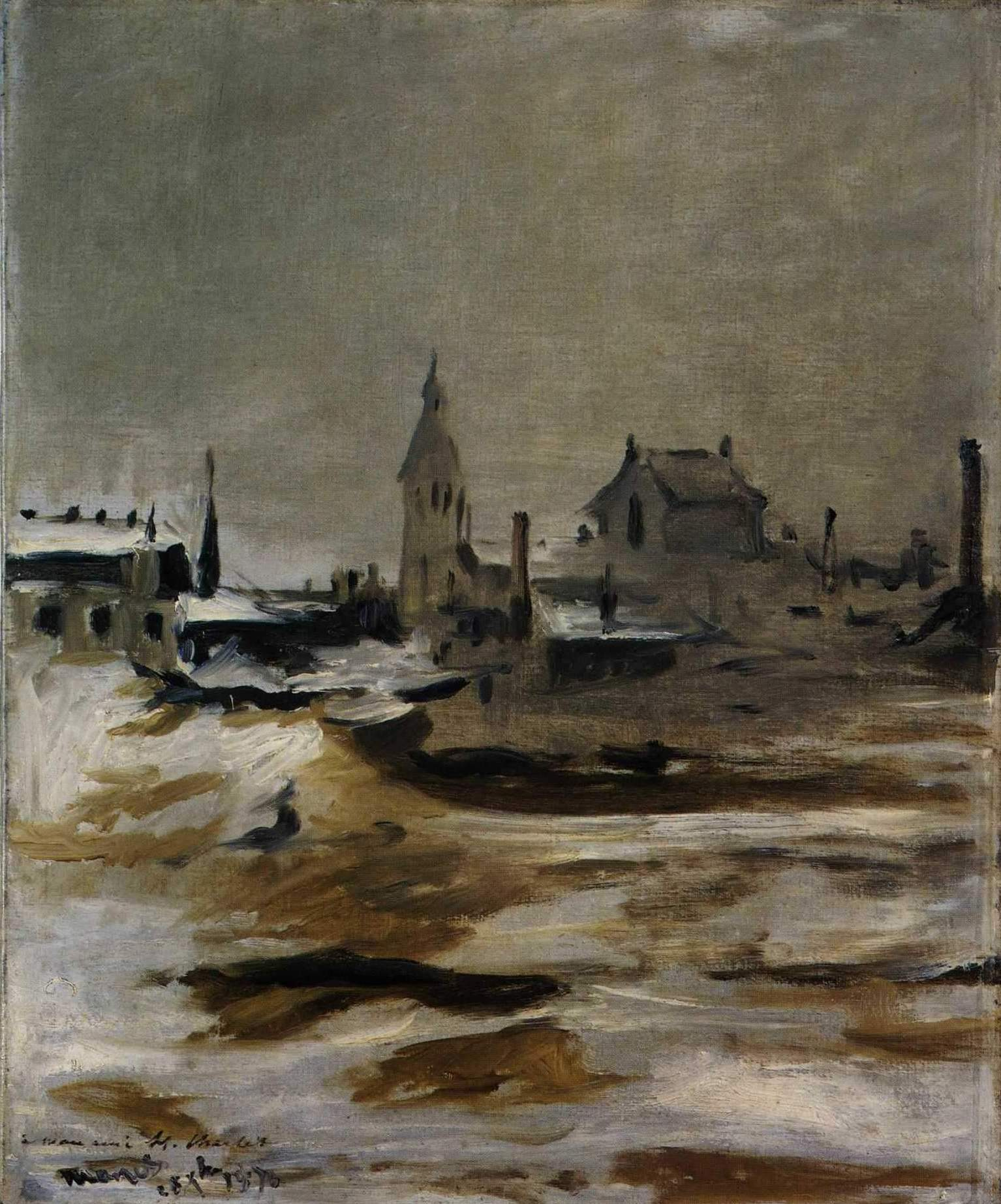
Édouard Manet, Effet de neige à Petit–Montrouge

Edouard Manet malt das Landschaftsbild Effet de neige à Petit-Montrouge. Das 59,7 × 49,7 cm große, in Öl auf Leinwand gemalte Bild zeigt die winterliche Ansicht von Petit-Montrouge, einem Stadtviertel im 14. Arrondissement von Paris. Manet schafft dieses Gemälde als Nationalgardist während der Belagerung von Paris im Deutsch-Französischen Krieg. Anders als die Historienmaler seiner Zeit zeigt Manet in diesem Bild kein heldenhaftes Schlachtengeschehen, sondern die düstere Stimmung eines Kriegstages. Das Bild spiegelt Manets Hoffnungslosigkeit hinsichtlich der militärischen Lage, seine empfundene Einsamkeit und die erlittenen Entbehrungen wider. Es gehört zu den wenigen Landschaftsbildern im Œuvre des Künstlers und ist eines der ersten Werke, die Manet in freier Natur malt.

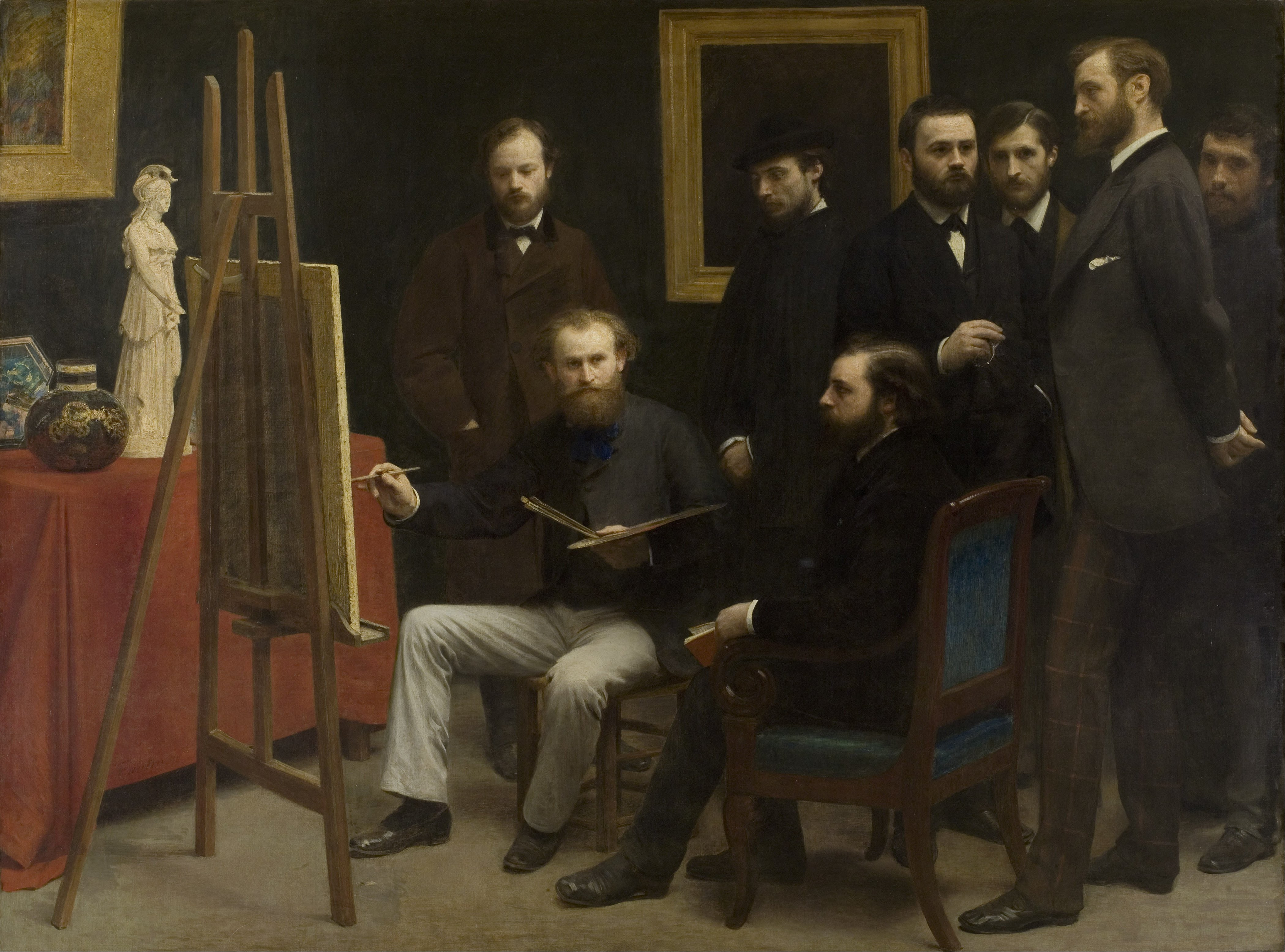
Henri Fantin-Latour, Un atelier aux Batignolles

Henri Fantin-Latour malt in Öl auf Leinwand das Gruppenporträt Un atelier aux Batignolles. Das 204 × 273,5 cm große Bild zeigt den Maler Édouard Manet, umgeben von Kollegen und Bewunderern, in einem Atelier im Künstlerviertel Quartier des Batignolles. Neben Manet sitzt der Kunstkritiker, Journalist, Dichter, Komponist, Maler und Bildhauer Zacharie Astruc. Hinter den beiden stehen von links nach rechts die Maler Otto Scholderer und Pierre-Auguste Renoir, der Kunstkritiker und Schriftsteller Émile Zola, Renoirs Freund und Förderer Edmond Maître sowie die Maler Frédéric Bazille und Claude Monet. Die im Gemälde dargestellte junge Malergeneration war Ende der 1860er Jahre in Paris zwar weitestgehend bekannt, aber beim Publikum und der Kritik bisher ohne nennenswerte Erfolge. Die auch als „Bande à Manet“ bezeichneten Maler versucht Fantin-Latour im Un atelier aux Batignolles als seriöse Künstler und Angehörige der Bourgeoisie darzustellen. Fantin-Latours Malweise ist hierbei traditionell und erinnert an niederländische Gemälde des 17. Jahrhunderts. Mit diesem Gemälde versucht er die Ernsthaftigkeit seiner Malerfreunde zu unterstreichen und jeglichen Anschein von Rebellion zu vermeiden, es gelingt ihm jedoch nicht diese Wirkung zu erzielen. Der Erfolg für die Malerfreunde stellte sich erst Ende der 1870er Jahre ein. 

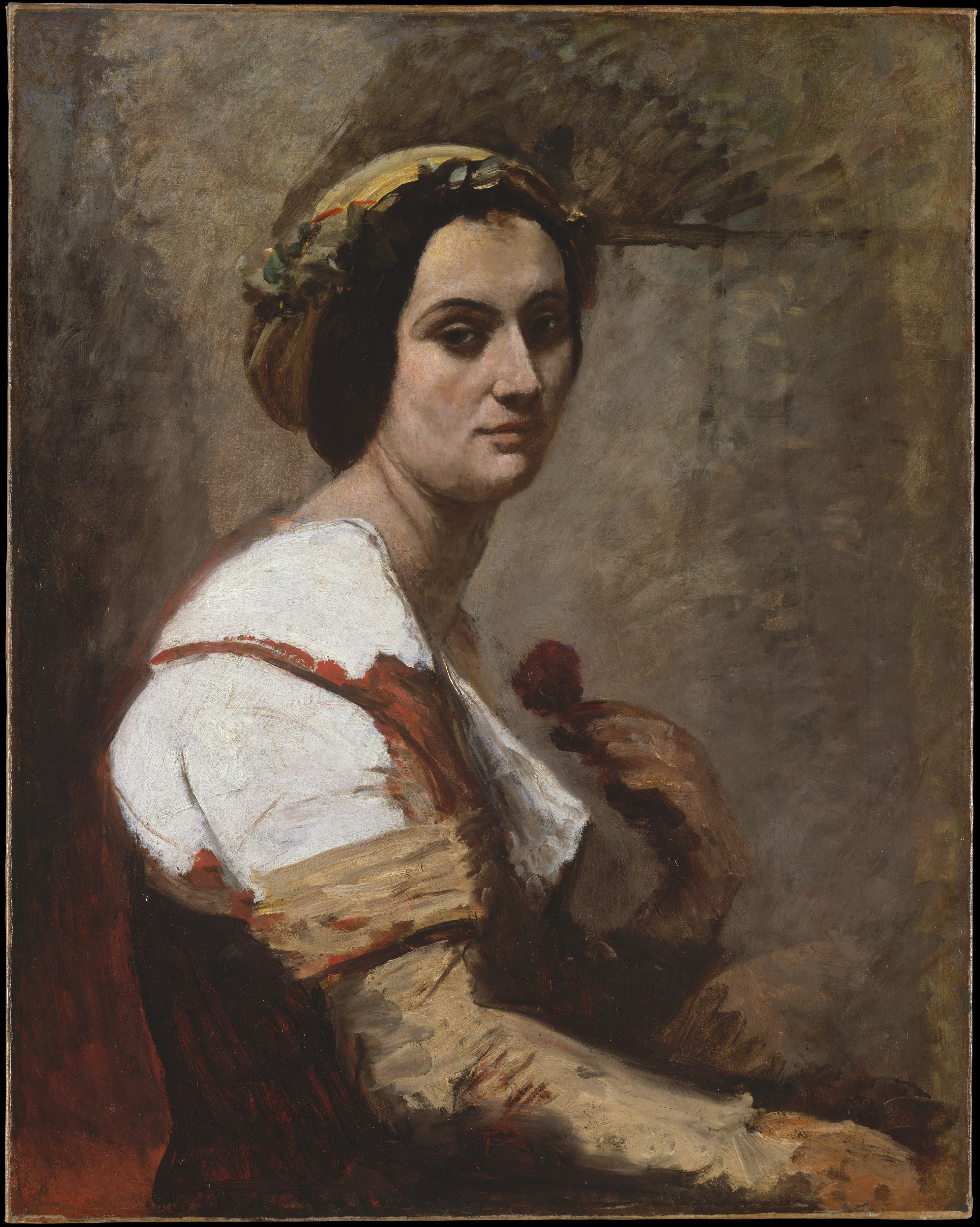
Corot: Sibylle

Jean-Baptiste Camille Corot versucht sich mit dem Ölgemälde Sibylle der Malerei Raffaels anzunähern. Das Werk bleibt unvollendet und wird zu Corots Lebzeiten nicht öffentlich gezeigt.

### Museen und Ausstellungen
- 13. April: Das Metropolitan Museum of Art in New York City wird gegründet.

## Geboren
- 02. Januar: Ernst Barlach, deutscher Schriftsteller, Bildhauer und Zeichner († 1938)
- 08. Januar: Wanda von Debschitz-Kunowski, deutsche Porträt-Fotografin († 1935)
- 11. Januar: Alexander Stirling Calder, US-amerikanischer Bildhauer († 1945)
- 14. Januar: Ida Dehmel, jüdisch-deutsche Kunstförderin, Gründerin künstlerischer Vereinigungen und Frauenrechtlerin († 1942)

- 09. Februar: Arthur Illies, deutscher Maler und Grafiker († 1952)

- 17. April: Max Berg, deutscher Architekt († 1947)

- 09. Mai: Hans Baluschek, deutscher Maler, Graphiker und Schriftsteller († 1935)
- 16. Mai: Antonín Slavíček, tschechischer Maler († 1910)
- 24. Mai: Alice Seeley Harris, britische Missionarin und Fotografin († 1970)

- 10. Juni: Jeanne Rij-Rousseau, französische Malerin († 1956)
- 13. Juni: Frederick Weygold, amerikanischer Künstler und Wissenschaftler († 1941)
- 20. Juni: Georges Dufrénoy, französischer Maler († 1943)

- 01. Juli: Léonard Misonne, belgischer Fotograf († 1943)
- 13. Juli: Helene Arnau, österreichische Landschafts-, Porträt- und Kriegsmalerin († 1958)
- 21. Juli: Christian Aigens, dänischer Künstler († 1940)
- 21. Juli: Emil Orlik, böhmischer Maler, Grafiker und Kunsthandwerker († 1932)

- 12. September: Carl Arend, deutscher Architekt († 1938)

- 02. Oktober: Alfred Cossmann, österreichischer Kupferstecher und Gebrauchsgraphiker († 1951)
- 28. Oktober: Hans Anetsberger, deutscher Porträt- und Landschaftsmaler († 1942)

- 25. November: Maurice Denis, französischer Maler des Symbolismus († 1943)

- 10. Dezember: Adolf Loos, österreichischer Architekt und Architekturtheoretiker († 1933)
- 10. Dezember: Ferdynand Ruszczyc, polnischer Maler († 1936)
- 23. Dezember: Jessie Tarbox Beals, US-amerikanische Pressefotografin († 1942)
- 23. Dezember: John Marin, US-amerikanischer Maler († 1953)
- 26. Dezember: Frank Stephen Meighen, kanadischer Offizier und Kunstmäzen († 1946)

## Gestorben
- 24. März: Ferdinand Stadler, Schweizer Architekt (* 1813)
- 07. April: Claude Félix Abel Niepce de Saint-Victor, französischer Chemiker, Erfinder und Fotograf (* 1805)
- 30. April: Václav Levý, böhmischer Bildhauer (* 1820)
- 15. Mai: Harro Harring, nordfriesischer Revolutionär, Dichter und Maler (* 1798)
- 13. Juli: Johan Fredrik Eckersberg, norwegischer Maler der Nationalromantik (* 1822)

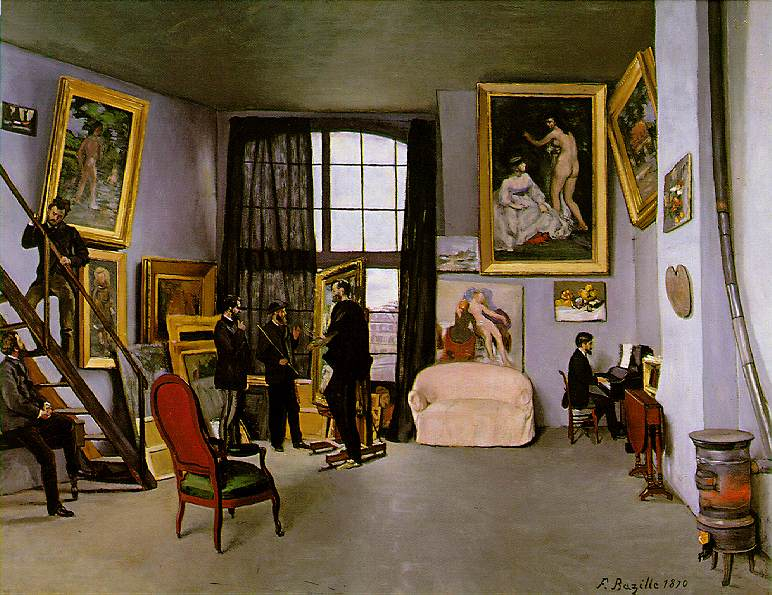
Bazilles Atelier in der Rue Condamine (1870)

- 28. November: Frédéric Bazille, französischer Maler (* 1841)
- 08. Dezember: Max Emanuel Ainmiller, deutscher Architektur- und Glasmaler, Bildhauer, Kunstschneider und Uhrmacher (* 1807)
- 12. Dezember: August von Voit, deutscher Architekt (* 1801)

- Jacques-François Ochard, französischer Maler (* 1800)